# James Gordon (Politiker, 1739)
James Gordon (* 31. Oktober 1739 in Killead, Irland; † 17. Januar 1810 in Ballston Spa, New York) war ein irisch-amerikanischer Offizier und Politiker. Zwischen 1791 und 1795 vertrat er den Bundesstaat New York im US-Repräsentantenhaus.

## Leben
James Gordon wurde in der Regierungszeit von König Georg II. geboren. Er besuchte die lokalen Schulen. 1758 wanderte er in die britischen Kolonien in Nordamerika (heute Vereinigte Staaten) ein und ließ sich in Schenectady (New York) nieder, wo er dem Handel mit den Indianern nachging. Während des Unabhängigkeitskrieges diente er als Lieutenant Colonel im Milizregiment von Albany County. Er wurde gefangen genommen und kam in Kanada in die Gefangenschaft. Später kehrte er nach Albany zurück. Er saß zwischen 1777 und 1780 sowie in den Jahren 1786 und 1790 in der New York State Assembly. Dann zog er nach Ballston Spa.
Politisch gehörte er der Pro-Administration-Fraktion an. Bei den Kongresswahlen des Jahres 1790 wurde Gordon im sechsten Wahlbezirk von New York in das damals noch in Philadelphia tagende US-Repräsentantenhaus gewählt, wo er am 4. März 1791 die Nachfolge von Jeremiah Van Rensselaer antrat. Zwei Jahre später wurde er im neunten Wahlbezirk von New York in das US-Repräsentantenhaus gewählt, wo er am 4. März 1793 als erster Abgeordneter dieses Distrikts seinen Dienst antrat. Er schied nach dem 3. März 1795 aus dem Kongress aus.
Zwischen 1795 und 1809 war er Mitglied im Kuratorium (Board of Trustees) am Union College in Schenectady. Ferner saß er zwischen 1797 und 1804 im Senat von New York. Er verstarb am 17. Januar 1810 in Ballston Spa und wurde dann auf den Briggs Cemetery beigesetzt.